# Es gibt Reis, Baby
Es gibt Reis, Baby ist ein 1993 erschienenes Comedy- und Musikalbum von Helge Schneider. Es ist das insgesamt fünfte Album von Helge Schneider und wurde teils im Studio und teils live aufgenommen. Die Aufnahmen fanden mit Schneiders Band Hardcore statt, bestehend aus dem Organisten Buddy Casino und dem Schlagzeuger Peter Thoms. Es war Schneiders kommerziell erfolgreichstes Album.

## Inhalt und Stil
Auf der Doppel-CD finden sich einige von Schneiders bekanntesten Liedern, darunter der Titelsong Es gibt Reis, Baby, Katzeklo (seine erfolgreichste Single), Telefonmann und der Buttersong („Hast du eine Mutter, hast du immer Butter – im Schrank“). Bekannt ist auch der Sketch Das alte Reinhold-Helge-Spiel. Im Gegensatz zum vorangegangenen Album Guten Tach!, das musikalisch vornehmlich aus Coverversionen und Adaptionen bekannter Jazzklassiker besteht, wurden die allermeisten Songs auf diesem Album von Schneider selbst geschrieben und komponiert bzw. improvisiert. Stilistisch und inhaltlich besteht eine Nähe zu den „Nonsensschlagern“ der 1920er Jahre.

## Titelliste

### CD 1
1. Dubiduppdubi
2. Das prangere ich an
3. Der goldene Käfig
4. Der Nachbar
5. Buttersong
6. Katzeklo
7. Meine Katze
8. Die Annonce
9. Vibrationboogie
10. Das zerzauste Haar
11. Summertime (George Gershwin, Ira Gershwin, DuBose Heyward)
12. Telefonmann
13. Bitte geh nicht vorbei
14. Mr. Graffity
15. Es gibt Reis, Baby
16. Die Bäckerin
17. Ich stand auf der Straße
18. Wenn ich dich nicht halten kann
19. Der Rabe

### CD 2
1. Es gibt Reis, Baby (live)
2. Operette für eine kleine Katze (live)
3. Katzeklo (live)
4. Is doch albern (live)
5. My Name Is Peter, I’m Old (live)
6. Das alte Reinhold-Helge-Spiel
7. In der Badeanstalt (live)

## Kommerzieller Erfolg

### Chartplatzierungen
Es gibt Reis, Baby war 25 Wochen in den deutschen Charts vertreten und erreichte als beste Positionierung Platz 11.
| ChartsChartplatzierungen | Höchstplatzierung | Wochen |
| ------------------------ | ----------------- | ------ |
| Deutschland (GfK)        | 11 (26 Wo.)       | 26     |

| ChartsJahrescharts (1994) | Platzierung |
| ------------------------- | ----------- |
| Deutschland (GfK)         | 40          |

### Auszeichnungen für Musikverkäufe
| Land/Region        | Auszeichnungen für Musikverkäufe (Land/Region, Auszeichnung, Verkäufe) | Verkäufe |
| ------------------ | ---------------------------------------------------------------------- | -------- |
| Deutschland (BVMI) | Gold                                                                   | 250.000  |
| Insgesamt          | 1× Gold ·                                                              | 250.000  |